# Ingrid Gogolin
Ingrid Gogolin (* 25. Mai 1950 in Ratingen) ist eine deutsche Erziehungswissenschaftlerin und Professorin (bis 2015) an der Universität Hamburg.

## Leben
Gogolin machte 1968 das Abitur, absolvierte ein Volontariat bei der Essener Neuen Ruhr Zeitung und arbeitete zunächst als Mitinhaberin einer Werbeagentur. 1974 bis 1978 studierte sie Deutsch als Fremdsprache und Englisch auf Lehramt (Sekundarstufe I) an der Pädagogischen Hochschule Rheinland sowie der Universität Düsseldorf. Nach Referendariat und Zweitem Staatsexamen nahm sie ein Zweitstudium der Erziehungswissenschaft an der Universität Essen auf, das sie 1982 mit dem Diplom abschloss. 1987 wurde Gogolin dort über das „Erziehungsziel Zweisprachigkeit. Konturen eines sprachpädagogischen Konzepts für die multikulturelle Schule“ promoviert. 1991 habilitierte sie sich mit der Schrift „Der monolinguale Habitus der multilingualen Schule“ an der Universität Hamburg. Dort lehrte sie als Professorin am Arbeitsbereich „Interkulturell und International Vergleichende Erziehungswissenschaft“.
Von 1998 bis 2002 war Gogolin Vorsitzende der Deutschen Gesellschaft für Erziehungswissenschaft (DGfE), von 2004 bis 2009 Präsidentin der European Educational Research Association (EERA) und von 2009 bis 2010 Gründungspräsidentin der World Education Research Association (WERA).
Sie war Co-Koordinatorin des Landesexcellenzclusters Linguistic Diversity Management in Urban Areas (LiMA, 2009 bis 2014) und Koordinatorin des FörMig-Kompetenzzentrums an der Universität Hamburg (2010 bis 2013). Seit 2014 war sie Koordinatorin des Forschungsschwerpunkts „Sprachliche Bildung und Mehrsprachigkeit“, gefördert vom Bundesministerium für Bildung und Forschung. Sie ist Mitglied im Rat für Migration.
Am 14. März 2013 wurde ihr von der Technischen Universität Dortmund die Ehrendoktorwürde verliehen. Am 28. März 2017 wurde ihr die Ehrendoktorwürde der Universität Athen verliehen. 
Seit 1. Juli 2016 war sie „President Elect“ der World Education Research Association (WERA), von 2018 bis 2020 die Präsidentin.

## Positionen
Die Kontroverse darüber, ob Zwei- oder Mehrsprachigkeit gut oder schlecht für den Einzelnen und die Gesellschaft ist, hat lange Tradition. Gogolin hat in verschiedenen Arbeiten gezeigt, dass diese Kontroverse eng mit der historischen Vorstellung verbunden ist, dass ein Staat und die Menschen, die in ihm leben, „normalerweise“ einsprachig seien. Diese Vorstellung geht auf die Epoche der Gründung und Begründung des Nationalstaats europäischer Prägung im 19. Jahrhundert zurück. Dass eine Nation im Ganzen, oder mindestens in abgrenzbaren Territorien, einsprachig sei, gehört zu den Kerncharakteristika der Nationen nach diesem Konzept. Der Sprachgebrauch des Einzelnen in der Nation wird seither auch unter dem Aspekt betrachtet, dass sich darin die Solidarität mit der Gemeinschaft aller in einem Staat lebenden Menschen ausdrückt. In verschiedenen empirischen und international vergleichenden Untersuchungen hat Gogolin aufgezeigt, dass diese Vorstellungen auch heute noch das Handeln in vielen gesellschaftlichen Zusammenhängen, nicht zuletzt im Bildungssystem, leiten.
In der Kontroverse über den Wert und Sinn von Zwei- oder Mehrsprachigkeit hat Gogolin sich eindeutig positioniert. Sie zeigt, dass Mehrsprachigkeit de facto der „historische Normalfall“ ist: die Mehrzahl der Nationen und Regionen der Welt sind entweder explizit nach ihrer Verfassung mehrsprachig, oder sie sind es praktisch durch die Menschen, die mehrsprachig leben. Das Letztere trifft auch für Nationen wie die deutsche zu, die das erklärte Selbstverständnis der Einsprachigkeit besitzt. In Deutschland leben Angehörige ansässiger Minderheiten (wie Dänen und Sorben), die ihre Sprachen pflegen, und Migranten aus ca. 190 Herkunftsstaaten, die überwiegend in sich wieder mehrsprachig sind. Ihre mitgebrachten Sprachen sind für Migranten von hoher Bedeutung. Angesichts des unumkehrbaren Faktums, dass Mehrsprachigkeit den Alltag in den meisten Nationen der Welt ausmacht, geht Gogolin zwei leitenden Fragen nach: Wie kann es gelingen, dass die Menschen, die in einer Gemeinschaft leben, eine gemeinsame Verständigungssprache teilen, ohne dass dies der Mehrsprachigkeit abträglich ist? Und: Welche Bedingungen müssen erfüllt sein, damit Mehrsprachigkeit für Individuum und Gesellschaft einen Gewinn bedeutet?

## Veröffentlichungen
Werke
- Erziehungsziel Zweisprachigkeit. Konturen eines sprachpädagogischen Konzepts für die multikulturelle Schule (= Reihe Forschung Pädagogik. Band 1). Bergmann + Helbig, Hamburg 1988, ISBN 3-925836-13-6 (Zugl.: Hamburg, Univ., Diss., 1988).
- Der monolinguale Habitus der multilingualen Schule (= Internationale Hochschulschriften. Band 101). Waxmann, Münster/New York, ISBN 3-89325-219-3 (Zugl.: Hamburg, Univ., Habil.-Schr., 1992); 2., unveränderte Auflage 2008, ISBN 978-3-8309-2098-4.
- mit Marianne Krüger-Potratz: Einführung in die Interkulturelle Pädagogik. 2006; 3., überarb. Auflage, rev. Ausgabe. UTB, Leverkusen; Barbara Budrich, Leverkusen 2019, ISBN 978-3-8252-8606-4.
- (Hrsg.) mit Ursula Neumann: Großstadt-Grundschule (= Interkulturelle Bildungsforschung. Bd. 1). Waxmann, Münster u. a. 1997, ISBN 3-89325-474-9 (div. Kapitel von Gogolin).
- mit Ursula Neumann: Streitfall Zweisprachigkeit – The Bilingualism Controversy. VS-Verlag, Wiesbaden 2009, doi:10.1007/978-3-531-91596-8_1.
- mit Inci Dirim, Thorsten Klinger u. a.: Förderung von Kindern und Jugendlichen mit Migrationshintergrund FÖRMIG – Bilanz und Perspektiven eines Modellprogramms. Waxmann, Münster/New York 2011, ISBN 978-3-8309-2517-0, urn:nbn:de:101:1-2014071621860.
- Bilingual Education In: James Simpson (Hrsg.): The Routledge Handbook of Applied Linguistics. London 2011, S. 229–242.
- mit Elisabeth Ellis, Michael Clyne: The Janus Face of monolingualism. A comparison of German and Australian language education policies. In: Current Issues in Language Planning. Band 11 (2011), 4, S. 439–460, doi:10.1080/14664208.2010.550544.
- mit Oeter, Stefan: Sprachenrechte und Sprachminderheiten – Übertragbarkeit des internationalen Sprachenregimes auf Migrant(inn)en. In: RdJB – Recht der Jugend und des Bildungswesens. Zeitschrift für Schule, Berufsbildung und Jugenderziehung. Heft 1/2011, ISSN 2366-6749, S. 30–45.
- Identificación de la calidad en las Publicaciones de Investigación Educativa. Proyecto Europeo sobre los Indicadores de Calidad en la Investigación Educativa (EERQI). In: Revista de Investigación Educativa (RIE). Asociación Interuniversitaria de Investigación Pedagógica (AIDIPE). Band 30 (2012), Nr. 1, ISSN 0212-4068, S. 13–27, doi:10.6018/rie.30.1.140812 (englisch; Zusammenfassungen spanisch und englisch).
- European Educational Research Quality Indicators (EERQI). An Experiment. In: Michael Ochsner, Sven E. Hug, Hans-Dieter Daniel (Hrsg.): Research Assessment in the Humanities. Towards Criteria and Procedures. Springer International Publishing, Zürich 2016, S. 103–111, doi:10.1007/978-3-319-29016-4.
- mit Joana Duarte: Superdiversity, Multilingualism, and Awareness. In: Jasone Cenoz, Durk Gorter, May Stephen (Hrsg.): Language Awareness and Multilingualism. Springer International Publishing, Zürich 2016, doi: 10.1007/978-3-319-02325-0_24-1.

Herausgeberschaften
- mit Joana Duarte: Linguistic Superdiversity in Urban Areas. Research Approaches (= Hamburg studies on linguistic diversity. 2). Benjamins, Amsterdam 2013, ISBN 978-90-272-1415-7.
- mit Fredrik Åström, Antje Hansen: Assessing quality in European educational research. Indicators and approaches. Springer VS, Wiesbaden 2014, ISBN 978-3-658-05968-2.
- mit Dieter Lenzen: Qualität im Bildungs- und Wissenschaftssystem (Zeitschrift für Erziehungswissenschaft. Sonderheft. 23). VS-Verlag, Wiesbaden 2014 (darin Vorwort, doi:10.1007/s11618-014-0592-4).
- mit Hagen Peukert: Dynamics of Linguistic Diversity (= Hamburg Studies on Linguistic Diversity. Band 6). John Benjamins Publishing Company, Amsterdam 2017, ISBN 978-90-272-1419-5.

## Projekte
- European Educational Research Quality Indicators – EERQ (7th Framework Programme, Project Coordinator), 2008–2011
- Linguistic Diversity Management in Urban Areas – LiMA (Landesexzellenzcluster Hamburg, Vize-Koordinatorin), 2009–2013
- FÖRMIG-Kompetenzzentrum der Universität Hamburg (Leitung), 2010–2013
- Herkunft und Bildungserfolg (HeBe): Warum sind unterschiedliche Herkunftsgruppen unterschiedlich bildungserfolgreich? Zum Zusammenspiel zwischen sozialem und kulturellem Kapital im Bildungsverhalten von Migrantenfamilien, zus. mit Bernhard Nauck, TU Chemnitz, 2012–2014
- Mehrsprachigkeitsentwicklung im Zeitverlauf (MEZ), gefördert durch das Bundesministerium für Bildung und Forschung BMBF, 2016–2019

## Mitgliedschaften in Gremien und Jurys
- Mitherausgeberin der Zeitschrift für Erziehungswissenschaft
- Mitherausgeberin der Zeitschrift DISKURS – Zeitschrift für Kindheits- und Jugendforschung
- Mitglied im editorial board des International Review of Education
- Mitglied im International Advisory Board des British Educational Research Journal
- Mitglied im Editorial Board des European Educational Research Journal (EERJ)
- Mitglied im Wissenschaftlichen Beirat „Sprache“ des Goethe-Instituts
- Mitglied im Wissenschaftlichen Beirat der Max-Traeger-Stiftung
- Mitglied im Wissenschaftlichen Beirat der Informationsplattform open-access.net
- Mitglied im Wissenschaftlichen Beirat des Deutschen Instituts für Internationale Pädagogische Forschung, Frankfurt
- Mitglied im Wissenschaftlichen Beirat des Instituts für Schulentwicklungsforschung (IFS), Dortmund